# 赤沼夢羅
Yura（ゆら、1996年10月11日 - ）は、日本のモデル、女優である。トラロックエンターテインメント所属。本名、旧活動名は赤沼 夢羅（あかぬま ゆら）。東京都出身。

## 来歴
2010年、BOMB2010年9月号（学研）の巻頭グラビアでグラビアデビューを果たし、以降、情報誌への出演が相次ぐ。デビュー時は本名で活動。
2011年5月9日にテレビ東京系列ドラマ『鈴木先生』でドラマデビューを果たし、6月11日に公開された『花子の日記』で映画デビューを果たす。『花子の日記』では、撮影当時14歳の中学生でありながら女子高生役を演じた。7月10日には、映画監督やプロカメラマンが審査員として日本一の美女を選ぶ「フォトジェニックジャパンコンテスト2011」で初代グランプリに輝いた。2012年も、『ムンクの叫び』、『たべんさい〜広島ラーメン物語〜』と映画出演が相次いだ。
2013年3月までジュピターに所属していたが、4月に同事務所の人々とJAPANステージに移籍した。
事務所移籍後、同年8月31日公開の映画『夏の終り』に出演。
後に、現事務所のトラロックエンターテインメントに移籍し、芸名を本名からYuraにした。

## 人物
- 本名の『夢羅』とは、夢を持つ子になって欲しいのと、母がライオン好きである事が由来していて、本人も気に入っている[1]。
- 卓球が特技で、卓球教材ビデオにも出演していた[5]。
- 長い時間瞬きをせずにいられる。
- 2011年のインタビューで、憧れの女優はアクションをこなせるアンジェリーナ・ジョリーで、日本では黒木メイサであると話している[3]。2010年11月には、色々な役がこなせる仲里依紗のようになりたいとも話している[1]。
- 同じ所属事務所であった女優の南絢香は泊りに行くほどの仲であり、南が8歳年上であるにもかかわらず、「絢香ちゃん」や「絢香」と呼んでいる[6][7][8]。

## 出演

### 映画
- 花子の日記（2011年6月11日、ウィザード / アクティブ・シネ・クラブ）[2]
- ムンクの叫び（2012年5月26日、リーズフィールド）[2]
- たべんさい〜広島ラーメン物語〜（2012年11月17日、エル・ティー・コーポレーション） - 永戸凛 役
- 夏の終り（2013年8月31日、クロックワークス） - 鞠子 役

### テレビドラマ
- 鈴木先生 第3・5話（2011年5月9日・23日、テレビ東京）
- 放課後はミステリーとともに 4回表 / 裏（2012年6月4日、TBS） - 森野美沙 役

### CM
- アキュラホーム（2011年）
- ライオン（2012年 - ）
- 代々木ゼミナール（2013年 - ）
- エバラ食品
  - 生姜焼のたれ（2013年3月 - ）
  - タンドリーチキンのたれ（2014年3月 - ）
- 日本スポーツ振興センター toto（2013年5月 - ）
- 東京ガス 安全（2014年4月 - ）

### 雑誌
- BOMB（2010年9月号・12月号・2011年6月号、学研） - グラビア掲載[2]
- UP to boy（Vol.200、ワニブックス） - グラビア掲載 [2]
- B.L.T.（2010年12月号、東京ニュース通信社）[2]
- CM NOW（155号[2]・161号[9]、玄光社）